# Дракулин хорор
Дракулин хорор (енгл. Horror of Dracula) је британски хорор филм из 1958. године, режисера Теренса Фишера, заснован на роману Дракула, Брема Стокера и представља први у серијалу девет филмова продукцијске куће Хамер. У главним улогама су Кристофер Ли као гроф Дракула и Питер Кушинг као његов заклети непријатељ професор Абрахам ван Хелсинг.
Филм је остварио огроман успех и у погледу зараде и у погледу критика. Сматра се једним од најуспешнијих хорора тог времена, као и најуспешнијим филмом продукцијске куће Хамер, због чега је изнедрио чак 8 наставака.
У анкети магазина Time Out  2017. године у којој је учествовало 150 глумаца, редитеља, сценариста и продуцената, Дракулин хорор је постављен на 65. место најбољих британских филмова у историји.  Осим тога, филмски часопис Емпајер је Лијевог Дракулу поставио на 7. место на листи најбољих ликова из хорор филмова.

## Радња
Године 1885. Џонатан Харкер стиже на дворац грофа Дракуле у Клуж-Напоки (Трансилванија). У свом дневнику Харкер записује да зна како је Дракула вампир, који деценијама терорише становнике Трансилваније, и открива свој прави циљ доласка на његов дворац, а то је да га убије. Дракула убрзо схвата Харкерове намере и напада га, међутим излазак Сунца га примора да се повуче у свој мртвачки сандук. Харкер проводи цео дан у потрази за Дракулним ковчегом и на крају успева да пронађе скривену одају у замку. Ипак, Харкер се одлучује да прво убије Дракулину невесту, чији врисак пробуди Дракулу, који потом убија Харкера.
Неколико дана касније у Трансилванију стиже професор Абрахам ван Хелсинг у потрази за Харкером. Проналази га у Дракулином ковчегу претвореног у вампира, док у међувремену Дракула стиже у Карлштат да прошири своју освету и на Харкерову породицу.

## Улоге
| Глумац           | Улога                        |
| ---------------- | ---------------------------- |
| Питер Кушинг     | професор Абрахам ван Хелсинг |
| Кристофер Ли     | гроф Дракула                 |
| Мајкл Гоф        | Артур Холмвуд                |
| Мелиса Штриблинг | Мина Холмвуд                 |
| Керол Марш       | Луси Холмвуд                 |
| Џон ван Ајсен    | Џонатан Харкер               |
| Јанина Феј       | Тања                         |
| Чарлс Лојд-Пак   | др Џон Сјуард                |
| Џорџ Мерит       | полицајац                    |